# Parvicaecilia nicefori
Parvicaecilia nicefori es una especie de anfibio gimnofión de la familia Caeciliidae.
Es endémica del noroeste de Colombia: se halla a una altitud de 225 a 400 m s. n. m. en los departamentos de Antioquia, Tolima, Cundinamarca y Santander.
Sus hábitats naturales incluyen bosques secos tropicales o subtropicales, tierra arable, pastos, plantaciones, jardines rurales, zonas previamente boscosas ahora muy degradadas y zonas de irrigación.